# Bezwodne (obwód chersoński)
Bezwodne (ukr. Безводне) – wieś na Ukrainie, w obwodzie chersońskim, w rejonie berysławskim. W 2001 liczyła 154 mieszkańców, spośród których 146 posługiwało się językiem ukraińskim, 5 rosyjskim, 2 mołdawskim, a 1 białoruskim.